# 1990 في بلغاريا
فيما يلي قوائم الأحداث التي وقعت خلال عام 1990 في بلغاريا.

## رياضة
- 1 يناير – بطولة العالم للناشئين لألعاب القوى 1990

## مواليد

### يناير
- 6 يناير – ديميتار ديميتروف لاعب كرة قدم بلغاري.

### فبراير
- 3 فبراير – ألكسندر تونيف لاعب كرة قدم بلغاري.
- 8 فبراير – سيميون ايفانوف لاعب كرة قدم بلغاري.

### مارس
- 8 مارس – بوزيدار أفراموف لاعب كرة سلة بلغاري.

### أبريل
- 10 أبريل – إليتسا كوستوفا لاعبة كرة مضرب بلغارية.

### مايو
- 5 مايو – أتاناس ايفانوف لاعب كرة قدم بلغاري.

### يونيو
- 12 يونيو – نيكولاي ديميتروف لاعب كرة قدم بلغاري.

### يوليو
- 9 يوليو – ألكسندر لازوف لاعب كرة مضرب بلغاري.
- 22 يوليو – أنطون كيروف لاعب كرة قدم بلغاري.

### أغسطس
- 31 أغسطس – الكسندر تسيفيتكوف لاعب كرة قدم بلغاري.
- 31 أغسطس – ستراهيل بوبوف لاعب كرة قدم بلغاري.

### سبتمبر
- 7 سبتمبر – جيورجي كوستادينوف لاعب كرة قدم بلغاري.

### أكتوبر
- 25 أكتوبر – ألكسندر كيروف لاعب كرة قدم بلغاري.
- 27 أكتوبر – هريستو زاهاريف لاعب كرة سلة بلغاري.

### نوفمبر
- 12 نوفمبر – جورجي أنجيلوف لاعب كرة قدم بلغاري.

### ديسمبر
- 6 ديسمبر – أليكساندر يانيف لاعب كرة سلة بلغاري.
- 24 ديسمبر – سمير أياس لاعب كرة قدم بلغاري.
- 24 ديسمبر – سيميون تشاموف

### أبريل
- 27 أبريل – فلاديمير ستويتشيف (مواليد 1892)